# Número estrobogramático

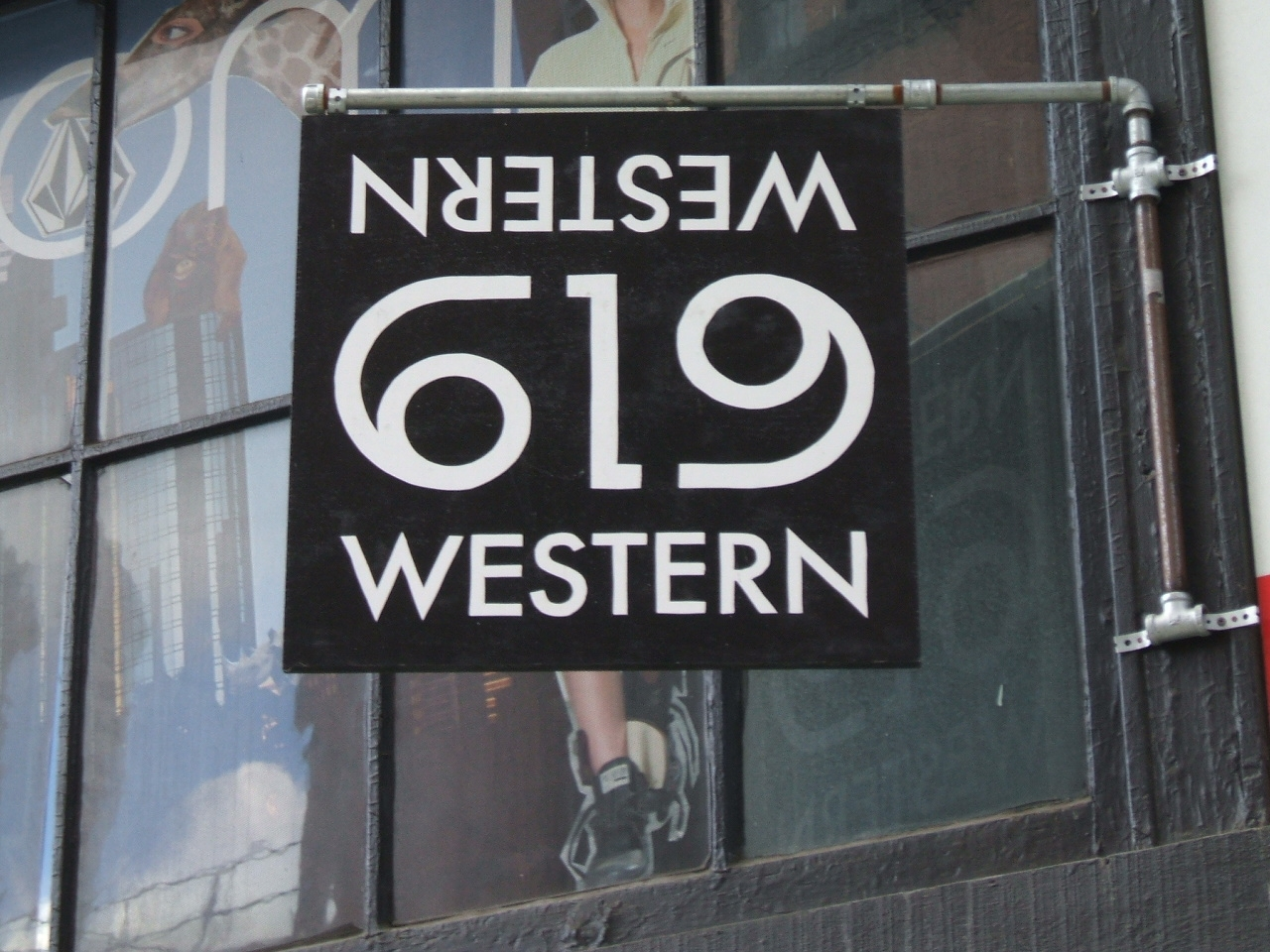
El número 619 es estrobogramático

Un número estrobogramático es aquel cuya representación posee simetría rotacional, por lo que aparece igual cuando se gira 180 grados. En otras palabras, para numerosas fuentes de texto, el número se ve igual boca arriba y boca abajo (por ejemplo, ,  o ).
Un primo estrobogramático es un número estrobogramático que también es un número primo, es decir, un número que solo es divisible por uno y por sí mismo (como por ejemplo el once, ). Es un tipo de ambigrama, palabras y números que conservan su significado cuando se ven desde una perspectiva diferente, como los palíndromos.

## Descripción
Cuando se escriben con caracteres estándar (ASCII), los números ,  y  son simétricos alrededor del eje horizontal, y el  y el  son iguales cuando se giran 180 grados. En tal sistema, los primeros números estrobogramáticos son:
, , , , , , , , , , , , , , , , , , , , , , , , , , , , , , , , , , , , , , , ... (sucesión A000787 en OEIS)
Los primeros números primos estrobogramáticos son:
, , , , , , , , , , , , , , , , ... (sucesión A007597 en OEIS)
Los años  y  fueron los años estrobogramáticos más recientes; el próximo año estrobogramático será .
Aunque los aficionados a las matemáticas están bastante interesados en este concepto, los matemáticos profesionales generalmente no lo están. Al igual que el concepto de repituno y de capicúa, el concepto de número estrobogramático depende de la base (expandir la idea a la base dieciséis, por ejemplo, produce las simetrías adicionales de /E; algunas variantes del sistema duodecimal también tienen esta propiedad y una "x" simétrica). A diferencia de los palíndromos, también dependen de la fuente. El concepto de números estrobogramáticos no es claramente expresable algebraicamente, como lo es el concepto de repitunos, o incluso el concepto de números palindrómicos.

## Sistemas no estándar
Las propiedades estrobogramáticas de un número dado varían según la tipografía empleada. Por ejemplo, en un tipo con serifes, los números 2 y 7 pueden corresponder entre sí mediante rotación; sin embargo, en un visualizador de siete segmentos como el de una calculadora, esta correspondencia se pierde, pero 2 y 5 son ambos simétricos. Hay conjuntos de glifos para escribir números en base 10, como el devanagari y el gurmují de la India, en los que los números mencionados anteriormente no son estrobogramáticos en absoluto.
En sistema binario, dado un glifo para 1 que consiste en una sola línea sin ganchos ni serifes y un glifo suficientemente simétrico para 0, los números estrobogramáticos son los mismos que los números palindrómicos y también los mismos que los números diédricos. En particular, todos los primos de Mersenne son estrobogramáticos en binario. Los números primos diédricos que no usan 2 o 5 también son números primos estrobogramáticos en binario.
Los números naturales 0 y 1 son estrobogramáticos en toda base, con una fuente de letra suficientemente simétrica, y son los únicos números naturales con esta característica, ya que todo número natural mayor que uno se representa por 10 en su propia base.
En sistema duodecimal, los números estrobogramáticos son (usando el dos invertido "" y el tres invertido "" para diez y once, respectivamente):
, , , , , , , , , , , , , , , , , , , , , , , , , , , , , , , , , , , ...
Ejemplos de primos estrobogramáticos en duodecimal son:
, , , , , , , , , , , , , , , , , , , , , , , , ...

## Año al revés
El año al revés más reciente fue , o  si se incluye el número , y antes de eso fueron secuencialmente  y , a menos que se permita agregar ceros delanteros arbitrariamente. En este caso,  sería el año al revés más reciente. Antes de eso fueron  y , y antes de eso fueron años de 3 dígitos, como , , , , , etc.
Usando solo los dígitos , , ,  y , el próximo año al revés no ocurrirá hasta 6009. Teniendo en cuenta los números ,  y  el próximo año será .
La revista Mad parodió el año al revés en marzo de .